# Ulopeza
Ulopeza is een geslacht van vlinders van de familie van de grasmotten (Crambidae), uit de onderfamilie Spilomelinae.

## Soorten
- U. alenialis Strand, 1913
- U. conigeralis Zeller, 1852
- U. crocifrontalis Mabille, 1900
- U. cruciferalis Kenrick, 1907
- U. denticulalis Hampson, 1912
- U. disjunctalis Hampson, 1918
- U. flavicepsalis Hampson, 1912
- U. fuscomarginalis (Ghesquière, 1940)
- U. idyalis Walker, 1859
- U. innotalis Karsch, 1900
- U. junctilinealis Hampson, 1912
- U. macilentalis Viette, 1958
- U. nigricostata Hampson, 1912
- U. ovigeralis Ghesquière, 1942
- U. primalis Viette, 1958
- U. sterictodes Hampson, 1912